# Basílica de los Congregados
La Basílica dos Congregados, o Igreja dos Congregados, es una iglesia ubicada en la parroquia de Braga (São José de São Lázaro y São João do Souto), en Braga, Portugal, que forma parte del antiguo Convento de Congregados.
El conjunto arquitectónico en el que se encuentra está clasificado como Bien de Interés Público desde 1993.

## Historia
Fue diseñada por el arquitecto André Soares, construida en el siglo XVI, aunque recién fue terminada en el siglo XX.
La construcción comenzó en 1703, y fue bendecida el 27 de octubre de 1717, aunque aún faltaba construir las torres y colocar las estatuas en los respectivos nichos de la fachada.
Estas obras se realizarían en el siglo XX, habiéndose terminado la torre oeste en 1964, por obra del ilustre António Augusto Nogueira da Silva, con proyecto del arquitecto Alberto da Silva Bessa, que se inspiró en las torres del Monasterio de São Miguel de Refojos de Basto.
Las estatuas de la fachada - Felipe Neri y Martín de Braga - fueron erigidas el 16 de febrero de 1964 y se deben al escultor Manuel da Silva Nogueira (nacido en Santa Cruz do Bispo el 10 de octubre de 1926).
El 1975 de marzo del 15   la Santa Sede le concedió Congregados el título de Basílica Menor.

## Accidente aéreo
El 14 de julio de 1944, un avión se estrella con un ala en la torre este (la única existente en ese momento). El piloto, Fernando Sanches Ferreira de Sousa de Magalhães, de 50 años, director del Cementerio Municipal,  perdió la vida.